# حراريت حضاتهم (الريدة)
'

تعديل مصدري - تعديل

حراريت حضاتهم هي إحدى قرى عزلة الريدة وقصيعر بمديرية الريدة وقصيعر التابعة لمحافظة حضرموت، بلغ تعداد سكانها 72 نسمة حسب تعداد اليمن لعام 2004.